# Leptasterias muelleri
Leptasterias muelleri is een zeester uit de familie Asteriidae. De wetenschappelijke naam van de soort werd in 1846 gepubliceerd door Michael Sars. Het wordt gevonden in de Noordelijke IJszee en de noordelijke Atlantische Oceaan. Het is een roofdier en aaseter en is ongebruikelijk onder zeesterren omdat het zijn jongen uitbroedt.

## Beschrijving
Leptasterias muelleri is een kleine zeester die vaak ongeveer 5 cm in diameter is, maar kan groeien tot 20 cm. Het heeft een kleine schijf en vijf brede, taps toelopende armen die duidelijk van de schijf zijn afgebakend. Het aborale (bovenste) oppervlak is ruw en is bedekt met in lengterichting gerangschikte, knopvormige stekels. Bij kleinere exemplaren kunnen de stekels regelmatige lijnen langs de armen vormen, bij grotere zijn ze verspreid. Deze stekels zijn omgeven door kleine pedicellariae (klauwvormige structuren) en worden afgewisseld door papulae (respiratoire projecties). Het orale (onder) oppervlak van de armen heeft vier longitudinale rijen buisvoeten met zuignappen. De kleur van deze zeester kan lichtpaars, roze of groen zijn, met lichtgekleurde uiteinden aan de armen. Groene individuen hebben symbiotische groene algen die in de weefsels leven en die normaal in ondiep water leven.

## Verspreiding en leefgebied
Leptasterias muelleri heeft een brede verspreiding in de Noordelijke IJszee en de noordelijke Atlantische Oceaan. Het bereik strekt zich uit van de Golf van Maine, Groenland en IJsland tot de Barentszzee, Scandinavië, de Noordzee en de Britse Eilanden. Het komt voor op de lagere kust, waar het zich onder stenen verbergt, en tot een diepte van ten minste 800 meter. 